# د ملا سمندر صاحب کلی
د ملا سمندر صاحب کلی (به لاتین: De Mulla Samandar Sahib Kelay) یک منطقهٔ مسکونی در افغانستان است که در ولایت پکتیکا واقع شده‌است.